# Ташкирменское городище
Городище Ташкирменское — городище на территории Республики Татарстан при впадении Меши в Каму, примерно в 70 км от Казани, недалеко от Лаишево. В прошлом крепость, поставленная в 1553 году марийским князем Мамич-Бердеем, возглавившим движение сопротивления после падения Казанского ханства. Вскоре крепость была сожжена и разорена русскими.
Затем на этом месте была основана татарская деревня Таш-Кирмен, что в переводе с татарского означает «каменная крепость». Впервые упоминается в Казанских писцовых книгах 1648 года. В настоящее время в Таш-Кирмен проживают крещёные татары. После создания Куйбышевского водохранилища уровень воды был значительно поднят и прибрежная территория размыта. По словам местных жителей, из-за размытия территории, в том числе древних кладбищ, в советское время дети часто находили на берегу археологические материалы (древние монеты, украшения, сабли), которые впоследствии обменивались у взрослых на конфеты.